# Max Mengeringhausen
Max Mengeringhausen (* 3. Oktober 1903 in Braunschweig; † 13. April 1988 in Würzburg) war ein deutscher Ingenieur, zu dessen speziellen Arbeitsgebieten die Baustrukturforschung gehörte, und Fabrikant, der zahlreiche Patente und für Mero-Bauten verschiedene Wettbewerbspreise in aller Welt erhielt.

## Leben
Max Mengeringhausen war katholisch, Sohn von Adele Mengeringhausen, geborene Scheller, und des Kaufmanns Johann Mengeringhausen, studierte Maschinenbau an der TH Berlin-Charlottenburg und an der TH München, wobei er sein Studium als Werkstudent finanzierte, zum Beispiel durch Übersetzung von De motu animalium von Giovanni Alfonso Borelli (auf Anregung von Gustav Lilienthal). Im Jahr 1926 schloss er das Maschinenbau-Studium als Diplom-Ingenieur ab. 1928 wurde er an der TH München mit der Dissertation Die Entwicklung der Schienenfabrikation in Deutschland zum Dr.-Ing. promoviert. Im selben Jahr heiratete er Irmgard Reischle und gründete in Berlin ein Ingenieurbüro für Haustechnik und war als beratender Ingenieur tätig. Er arbeitete für den Verein Deutscher Ingenieure (VDI) und gründete dort deren Fachausschuss Haustechnik, den er jahrzehntelang leitete. 1931 bis 1944 war er Dozent an der Ingenieursschule bzw. Staatsbauschule Berlin-Neukölln.
Mengeringhausen baute auf August Föppls Theorie der Raumfachwerke auf und war von Walter Porstmann und Ernst Neufert beeinflusst. Er veröffentlichte 1940 acht Baugesetze für Raumfachwerke und entwickelte daraus 1942 das Mero-Raumfachwerk. Rohrsysteme als Fertigbauelemente mit speziellen Knoten als Steckverbindung der Rohre hatte er schon Ende der 1930er Jahre entwickelt. 1943 erhielt er ein Patent (1953 auch in der neu entstandenen Bundesrepublik) und gründete in Berlin die Firma Mero. Im Zweiten Weltkrieg benutzte er Rohrsysteme für Aufträge der Luftwaffe für transportable Tragwerksysteme, teilweise vermittelt von seinem Freund Ernst Udet. Vertrieben wurden sie nach dem Krieg von der auf sein Ingenieurbüro in Berlin zurückgehenden Firma Mero-TSK International, die ab 1948 in Würzburg ansässig waren. Den Durchbruch hatte er mit seinem Raumfachwerk 1957 auf der Interbau in Berlin mit einem Dach entworfen vom Architekten Karl Otto (Halle der Stadt von Morgen).
Im Jahr 1966 klassifizierte er Raumfachwerke mit Methoden der Kristallographie, was 1970 von Helmut Eberlein ausgebaut wurde. Bemessungsverfahren für die Mero-Raumfachwerke entwickelte der Stahlbauprofessor Joachim Scheer in Braunschweig. Höhepunkte der Mero-Bauweise waren der deutsche Pavillon auf der Expo 1970 in Osaka und das Tribünendach im Stadium von Split (1979). Weitere Fortschritte brachte die Berechnung mit Hilfe der FEM am Computer (Herbert Klimke vom Rechenzentrum der Firma Mero) und in der Theorie der Raumfachwerke von Helmut Emde.
Er hielt rund 200 Patente, auch im Sanitärbereich.
Ab 1952 war er Mitglied verschiedener Fachgesellschaften. 1969 erhielt er das Verdienstkreuz am Bande des Verdienstordens der Bundesrepublik Deutschland, 1983 das Bundesverdienstkreuz Erster Klasse und 1972 den Preis des Deutschen Stahlbaues des Deutschen Stahlbau-Verbands. 1983 wurde er Ehrendoktor (Dr. Ing. E.h.) der TU München und erhielt den Ehrenring der Stadt Würzburg, wo er auch wohnte. 1977 erhielt er die Rudolf-Diesel-Medaille in Silber und das VDI-Ehrenzeichen. Er war zudem Gesellschafter und Ehrenvorsitzender im Beirat der Mero-Firmengruppe Würzburg und Präsident der Mero AG in Zug (Schweiz), Geschäftsführender Gesellschafter der ME-CONSULT GmbH in Würzburg und Vorsitzender des Strukturforschungszentrums Würzburg.

## Veröffentlichungen (Auswahl)
- Richtin installieren. 1933 ff.
- Die MERO-Bauweise. Eigenverlag, Berlin 1942.
- mit Alfred Faber: Taschenbuch Haustechnik. Franck, 1961.
- Installationszellen im Wohnungsbau. Grundrisskatalog. VDI Verlag, 1964.
- Komposition im Raum. Einführung in die Konstruktion und Anwendung von Raum-Fachwerken für das Bauwesen. Eigenverlag, Würzburg 1962; dann Bauverlag, Wiesbaden 1968 und 1975.
- Komposition im Raum. Die Kunst individueller Baugestaltung mit Serienelementen. Bertelsmann, 1983.